# Cryobatrachus
Cryobatrachus kitchingi
Genre
Espèce
Cryobatrachus est un genre fossile d'amphibiens temnospondyles du Trias précoce en Antarctique. Selon Paleobiology Database en 2022, Cryobatrachus et l'espèce fossile associée Cryobatrachus kitchingi sont tous les deux des nomen dubium de Stereospondyli.

## Présentation
Cryobatrachus (du grec, κρύος (krýos, "froid") et βάτραχος (batrakhos, "grenouille") est un genre fossile d'amphibiens temnospondyles du Trias précoce en Antarctique. L'espèce type est appelée Cryobatrachus kitchingi. Cet amphibien est connu à partir d'un crâne partiel et d'une empreinte du toit du crâne, tous deux trouvés dans la formation de Fremouw des montagnes transantarctiques à environ 85° de latitude sud et décrits en 1974. De nombreux petits fragments osseux ont également été identifiés, bien qu'ils ne puissent être attribués avec certitude à C. kitchingi. Cryobatrachus a été classé dans la famille des Lydekkerinidae, car il est similaire en apparence au genre Lydekkerina d'Afrique du Sud. Parce que seul un petit nombre de caractéristiques le distinguent des autres lydekkérinidés, Cryobatrachus kitchingi a plus récemment été considéré comme un nomen dubium, ce qui signifie que sa distinction par rapport à d'autres espèces mieux connues peut être injustifiée.

## Découvertes et spécimens

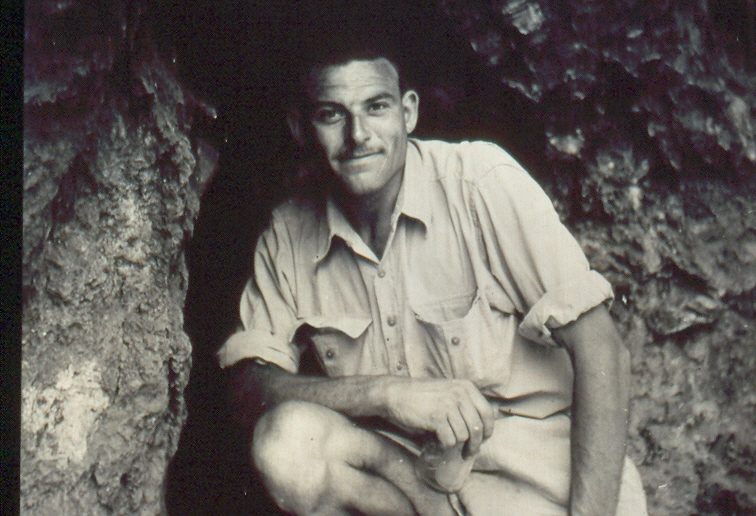
James Kitching, le découvreur de Cryobatrachus qui donna son nom à l'espèce type, C. kitchingi.

Les fossiles de Cryobatrachus ont été découverts pour la première fois par le paléontologue sud-africain James Kitching (1922-2003) au cours de l'été austral 1971-1972 dans le cadre d'une expédition dirigée par l'Institute for Polar Studies de l'Ohio State University, maintenant connu sous le nom de Byrd Polar Research Center. Les paléontologues Edwin Harris Colbert du Musée américain d'histoire naturelle et John William Cosgriff (d) de l'Université d'État de Wayne ont décrit ces fossiles en 1974, posant le nouveau genre et espèce Cryobatrachus kitchingi avec le nom spécifique honorant Kitching. Tous les spécimens ont été découverts dans la partie inférieure de la formation de Fremouw, qui remonte au Trias inférieur. Le spécimen holotype, catalogué comme AMNH 9503, est un crâne partiel avec la surface ventrale des os dermiques présents. Le palais et la boîte crânienne ne sont pas conservés. Un spécimen de paratype supplémentaire référencé AMNH 9556 comprend une empreinte du toit du crâne, mais aucun os conservé. AMNH 9503 a été trouvé sur Kitching Ridge (qui porte également le nom de James Kitching) près du glacier Shackleton, et AMNH 9556 a été trouvé sur le mont Kenyon près du glacier McGregor. Deux crânes écrasés de Kitching Ridge ont également été considérés comme des spécimens possibles de Cryobatrachus, tout comme une partie d'une mâchoire supérieure de Halfmoon Bluff (qui se trouve de l'autre côté du glacier Shackleton que Kitching Ridge). Colbert et Cosgriff ont provisoirement attribué six fragments plus petits de Coalsack Bluff à Cryobatrachus, y compris des parties de la mâchoire inférieure, de la clavicule et de l'interclavicule. Quinze autres fragments de Coalsack Bluff, attribués comme des restes possibles de Cryobatrachus sur la base de leur seule petite taille, ont été décrits. Ces os comprenaient des parties de jambes, de hanches, de vertèbres et de crânes. Une expédition de 1977-1978 a trouvé un fragment d'os sur Collinson Ridge et une interclavicule sur Shenk Peak au sud-est de la localité paratype sur le mont Kenyon, qui ont tous deux été attribués à Cryobatrachus en 1984.

## Description
Alors que la plupart des temnospondyles sont caractérisés par des caractéristiques sur la surface supérieure du toit du crâne ou du palais, seul le dessous du toit du crâne est exposé dans l'holotype de Cryobatrachus. Cette partie du crâne est peu connue chez les autres temnospondyles, car elle est normalement cachée par le palais. La roche recouvrant la surface supérieure du crâne de l'holotype n'a pas été retirée en raison de contraintes de temps lors de l'expédition de 1971-1972 et de la crainte que le spécimen ne soit endommagé.
Cryobatrachus a une apparence proche du temnospondyle Lydekkerina d'Afrique du Sud et à plusieurs autres temnospondyles de la famille des Lydekkerinidae tels que les espèces du genre Limnoiketes. Dans tous ces temnospondyles, les orbites sont plus proches de la pointe du museau que de l'arrière du crâne. Le crâne de Cryobatrachus mesure environ 4,5 cm de long, plus petit que ceux de Lydekkerina, qui mesurent normalement 7 à 8 cm de long. Contrairement au genre Lydekkerina, Cryobatrachus a un crâne légèrement ovale qui est le plus large près de son milieu plutôt qu'à l'arrière. Les orbites sont plus rapprochées qu'elles ne le sont pour Lydekkerina. Le foramen pariétal, un petit trou au sommet du crâne derrière les yeux, est de forme ovale plutôt que circulaire comme dans la plupart des autres temnospondyles. Un espace dans l'os squamosal appelé l'encoche otique s'étend loin dans le crâne, comme dans d'autres lydekkerinids et un groupe similaire de temnospondyles du Trias appelés rhinésuchidés. Cependant, l'encoche de Cryobatrachus est inhabituelle en ce sens qu'elle est en forme de croissant plutôt qu'ovale et qu'elle se termine par une pointe acérée plutôt que par une marge arrondie. Cryobatrachus se distingue d'un autre groupe de temnospondyles du Trias appelés capitosauriens en ce que ses os quadratojugaux (qui constituent l'arrière des mâchoires supérieures) se terminent au niveau des cornes tabulaires (qui dépassent de l'arrière du toit du crâne). Chez la plupart des capitosauriens, les quadratojugals s'étendent au-delà des cornes tabulaires.
Comme c'est le cas chez d'autres lydekkérinides, Cryobatrachus n'a pas les rainures profondes sur le crâne qui soutiennent un système sensoriel de ligne latérale chez d'autres temnospondyles. Le spécimen de paratype de Cryobatrachus montre que la surface supérieure du crâne était couverte de petites fosses, avec seulement une rainure peu profonde entre les orbites. L'absence d'un système de lignes latérales chez Cryobatrachus et d'autres lydekkérinidés est généralement considérée comme la preuve qu'ils ont passé la plupart de leur temps sur terre, car les lignes latérales ne sont généralement présentes que chez les animaux aquatiques qui les utilisent pour détecter les vibrations dans l'eau.